# NFI Stúdió
Az NFI Stúdió (1948 és 2022 között mint Mafilm) 1948-as létrehozásától a magyarországi mozgóképipar stratégiai bázisa. Története szerteágazó, megélt világraszóló dicsőséges napokat éppúgy, mint ahogy túlélt súlyos haláltusákat. Születésének gyökerei Kolozsvárra nyúlnak vissza, felmenői közt volt Európa harmadik legnagyobb némafilmgyára csakúgy, mint az öreg kontinens egykor harmadik legtöbb filmjét gyártó hangosfilmgyára. A Mafilm címe: Róna utca 174. Mióta Korda Sándorék 1917-ben leverték e helyütt egy filmgyár cölöpjeit, azóta megállás nélkül folyik itt a filmgyártás. A hely jelentőségét növeli az is, hogy szinte nincs olyan magyar filmes, aki ne itt tanulta volna a szakma alapjait. A Mafilm elődeivel közös története lefedi a teljes magyar filmgyártás több mint 100 éves történetét.

## Út a Mafilm megalakulásáig

### A magyar filmgyártás kezdete

#### Az első magyar film
A táncz, ez volt a címe az 1901-ben az Uránia Magyar Tudományos Színházban bemutatott filmnek, mellyel kezdetét vette a magyar filmművészet. Az Urániában dolgozó Zsitkovszky Béla, vetítőgépész egyik projektorát alakította át kamerává, hogy Pekár Gyula író náluk tartandó tánctörténeti előadásához újszerű, mozgóképes hátteret teremtsen. A 24 filmetűd, úgynevezett „kinematogram”, elkészítése 3 hónapot vett igénybe, benne a kor ünnepelt színészei szerepeltek, úgymint Blaha Lujza, Márkus Emília és Hegedűs Gyula. Az első magyar filmet 1901. április 30-án mutatták be, ekkortól datálódik a magyar filmtörténet, Magyarországon minden évben április 30-a a Magyar Film Napja. A táncz forgatásával indult világhódító útjára a magyar filmgyártás.
A professzionális filmgyártás, akkori nevén kinematográfia, kezdete az 1908-ban alapított Projectograph Rt. tulajdonosai, Neumann József és Ungerleider Mór nevéhez kötődik, akik akkorra már 10 éve foglalkoztak „mozgófénykép bemutató üzletek”, azaz mozik üzemeltetésével.

#### Az első Hunnia
A Hunnia Biográf Társaság 25 méter széles és 50 méter hosszú üvegcsarnok műtermét 1911 júniusában Budapesten, a külső Lipótvárosban, a Sziget utca és a Pannónia utca sarkán építette fel, és Hunniának nevezte el. Ez a műterem érdemben két éven keresztül működött. Később a Projectograph tulajdonába került. A névrokonságon túl nincs köze a Mafilm-előd Hunnia Filmgyárhoz.

#### Világraszóló filmsikerek Erdélyből
1913-ban a kolozsvári Nemzeti Színház igazgatója, dr. Janovics Jenő forgatókönyvéből, a párizsi Pathé Filmgyárral való koprodukcióban, született meg az első erdélyi némafilm, a Sárga csikó, mely világsiker lett. Janovics 1914-től a Projectograph Rt.-vel együttműködve, Proja-film néven kezdte el gyártani első, nagy sikerű filmjeit. Ekkor a némafilmkészítés harmadik európai nagyhatalma Dánia volt, a magyar némafilmgyártásra pedig az amerikai, vagy angol iskolával szemben elsődlegesen a dán hatott, mely erősen az irodalomra és a színészi játékra koncentrált. Nem volt véletlen, hogy Kertész Mihály, a későbbi Oscar-díjas filmrendező Dániába ment tanulmányútra. Hazatérve rendezte meg a korszak filmalkotásai közül kiemelésre méltó A tolonc című filmet, melyre napjainkban, mint filmtörténeti ritkaságra tekintünk. Ugyanis ez az egyetlen fennmaradt némafilm Kertész magyarországi rendezéseiből, hasonlóképpen ez a később Hollywoodban világhírűvé vált Várkonyi Mihály egyetlen, magyar, épségben maradt némafilmje. Jászai Marit, kora leghíresebb színésznőjét is csak ennek a mozgóképnek a filmkockái őrizték meg számunkra.

### Corvin Filmgyár
Janovics függetlenítette magát a Projectographtól és 1916. október 16-án Kolozsvárott megalapította a világ sorrendben hetedik filmgyárát, a Corvin Filmgyárat, mely a Pinewood és a Cinecitta mellett Európa harmadik legmodernebb, legnagyobb, filmstúdiója lett. Az alapító –akit később méltán neveztek az erdélyi Hollywood megteremtőjének– filmjeiben Budapest akkori kozmopolita, "nemzetköziségre" törekvésével szemben Erdély fővárosában „a nemzeti nyomok" felmutatására törekedett. A helyi filmipar megteremtésével megalapozta a város mozgóképgyártással kapcsolatos tradícióit, megépíttette az új filmgyár műtermét; Kolozsvárt a magyar némafilmgyártás meghatározó helyszínévé tette. Az akkor 23 éves Korda Sándort választotta főrendezőjéül.
1917 áprilisában Korda Pásztory M. Miklóssal megvette a filmgyárat addigi főnökétől, melyet hamarosan Budapesten bővítettek tovább, egy akkor, frissen felparcellázott, zuglói mezőt választva új filmstúdiójuk helyéül. Ez a városhoz viszonylag közel lévő, hatalmas ingatlan ideálisnak ígérkezett a filmforgatás céljaira. Kordáék választása kitűnőnek bizonyult, több mint 100 éven át a magyar filmgyártás meghatározó helyszíne lett az itt, a Róna utcai telepen létrehozott stúdió bázis. Az alapkőletételét követően, jó 30 év múlva már a Mafilm filmalkotásai forogtak itt, de előtte még, a Corvint követően, az első magyar hangosfilmgyár, a Hunnia is itt készítette filmjeit 20 éven keresztül. Hamarosan felépült a Corvin negyven méter hosszú, európai színvonalú, korszerű, üveg műterme, mely aztán a Mafilm stúdiójaként is tovább szolgált, és filmtörténeti ritkaságként mindmáig ott áll egykori helyén. Az első világháború alatt az amerikai filmbehozatal tiltása érezhető módon megnövelte a Corvin Filmgyár filmjei iránti magyarországi keresletet. A hazai sikerek mellett a Corvin filmjei ekkor már a nemzetközi piacon is megjelentek. Korda, amellett hogy tulajdonos-igazgató volt, rendszeresen rendezett is, 1916-ban Fehér éjszakák című némafilmje volt az egyik első, külföldön is bemutatott magyar film. A háború okozta konjunktúra idején a Corvin Filmgyár alaptőkéjét ötszörösére növelve részvénytársasággá vált. A Trianoni békeszerződéssel elszakított nemzetrészek jelentette közönség eltűnése, valamint az amerikai filmek dömpingje következtében a világháborút követően évről évre csökkent a magyar filmek iránti kereslet, egyre kevesebb film forgott a Corvin stúdióiban, míg aztán a filmgyár 1922-ben átmenetileg be is szüntette a játékfilmkészítést. 1923-ban modernizálták, átszervezték a gyárat, mely 18 méteres magasságával és 4x20 méteres alapterületével Közép-Európa harmadik legnagyobb filmstúdiója lett. Azonban 1926-ban a dekonjunktúrának köszönhetően már ez a nagy beruházás sem segített, a Corvin Filmgyár nem tudta elkerülni a csődöt.

### Hunnia Filmgyár
Az állam nem hagyta, hogy az addigra már nemzetközi szinten is sikeres magyar filmgyártás ellehetetlenüljön, így létrehozta a Magyar Filmirodát (MFI) és a Filmipari Alapot. Ezt követően, 1927-ben, a Filmipari Alap árverés útján megvásárolta a Corvin Filmgyárat. Az 1928 december 19-én Hunnia Filmgyár néven megalakult új filmgyár tevékenységi körét egyértelműen és kizárólagosan a játékfilmgyártásban határozták meg. A rekonstrukciós munkákat és a hangosfilmgyártásra való műszaki átállást a Kordáék által épített, nevezetes üveg műterem ún. "cellotex" hangelnyelő burkolattal való ellátásával kezdték, majd a Siemens-cég kivitelezésében saját gépházat és önálló generátort is kapott a filmstúdió a zavartalan energiaellátás biztosítása végett. A célul kitűzött világszintű filmtechnikai háttér kialakítása komoly és stratégiai kihívás volt, azt ugyanis Európában csak Németországból lehetett beszerezni, ők viszont a magyarokat – teljes joggal – az egyik legnagyobb versenytársuknak tartották, s mint ilyeneket, nem akarták őket segíteni. Scitovszky Bélának, a Nemzetgyűlés volt elnökének, hosszú, kitartó, kemény tárgyalásokat követően sikerült végül az óhajtott csúcstechnikát beszereznie, félmillió pengőért került a berlini Klang G.m.b.H. technikai csodája, a kilenc mikrofonnal dolgozó hangfelvevő– és utószinkronizáló berendezés az ekkorra már egyre tekintélyesebb filmtechnikai hátországgal rendelkező filmgyárba. A Hunnia filmjei hamarosan a világ legjobb filmstúdióinak színvonalán foroghattak, segített ebben a kameramozgató krán, csakúgy, mint a háttérvetítés lehetősége, ezeket a kontinensen itt szabadalmaztatták először . Az újjáépült Hunnia Filmgyár 1931. április 28-i felavatását követő napon már teljes sebességgel folyt a munka, forgott a Kék bálvány, a filmstúdió első filmje, mely egyben a magyar filmtörténelem első hangosfilmje is lett. Idővel sor került a II. stúdió megépítésére is, majd áttértek a 24 órás üzemmódra. 1936-ban további két műtermet építettek a régiek mellé, ezek egybenyitásával már 18 000 légköbméteres zárt teret lehetett képezni. Ennek az ún. „ikerműteremnek” saját légkondicionáló– és áramfejlesztő berendezése volt, az egyik felébe ráadásul hatalmas medencét is építettek, vízi felvételekhez.
A Hunnia Filmgyár egyeduralkodónak számított a magyar filmgyártás területén. Magyarország Európa harmadik, a világnak pedig a negyedik legnagyobb filmgyártójává vált. E fegyvertény súlyát növeli, hogy mind Németország, mind Olaszország komoly állami támogatás mellett érte el a fenti eredményt, míg Magyarország támogatás nélkül.
A második világháború kezdetétől a hatalmas konkurenciát jelentő amerikai filmek behozatalára elrendelt stop, csakúgy, mint anno, az első világháború idején, jelentősen megnövelte a magyar filmek piaci részesedését a hazai filmforgalmazásban. A magyar filmek, így a Hunnia filmjei iránti hatalmas keresletnövekedést tovább erősítette a második bécsi döntést követően az elszakított magyar területek egy részének visszacsatolása. A Hunnia pedig mindent megtett a megnövekedett igények kielégítésért, mind minőségben, mind mennyiségben. Míg 1939-ben 25 nagyjátékfilmet készített addig 4 évre rá már 53-at. (A két időpont között az elkészült filmek száma: 38/1940, 40/1941, 48/1942.) Minthogy 1940-re a fentiek szerint már egyetlen esztendő alatt 50 százalékot meghaladóan, 38-ra nőt az elkészített filmes produkciók száma, így a Korda-féle filmgyár területét kinőve a továbblépéshez új helyszín után kellett nézniük. Az 1916-ban alapított pasaréti Star Filmgyárra esett a választás, amely fénykorában a némafilmgyártás egyik hazai központja volt, 1941 tavaszán a Hunnia megvette, majd a felújítási munkálatokat követően már szeptemberben használatba is vette a régi-új stúdiót a Kísértés forgatásával. Ettől kezdve a pasaréti telep hosszú ideig újra a magyar filmgyártás fontos helyszíne lett.
1944-re a Hunnia Filmgyár már kis birodalommá vált: 7 műterme volt, majd 1300 embernek adott munkát folyamatosan, ebből 90 fő volt olyan, aki nem filmes, csupán adminisztratív dolgozó volt. Ekkorra, az alapítástól számolva, mintegy húszmillió méternyi filmet forgattak le.
A Hunnia Filmgyár filmjei sorra nyerték a különböző díjakat a nemzetközi filmfesztiválokon, így a Velencei Filmfesztiválon is, mely akkoriban a legtekintélyesebb európai filmmegmérettetés helyszíne volt. 1941-ben az Egy éjszaka Erdélyben, míg 1942-ben a magyar filmművészet megújítójaként számon tartott Szőts István Emberek a havason filmje nyert díjat.
A második világháború végül a Hunniát sem kímélte meg, műtermeit mind lebombázták, a pasaréti gyártelepen romba dőlt minden. A székesfőváros polgármestere, dr. Csorba János, azonban a Hunnia, még Kordáék által építtetett műtermének felújításához hathatós és gyors segítséget nyújtott. Ennek köszönhetően a világháborút követően, 1945. október 2-án, Európában először, a Hunnia Filmgyárban kezdődött el újra filmgyártás. Az első film Bródy Sándor A tanítónő című színdarabjának filmre vitele volt Keleti Márton rendezésében, Szörényi Éva és Jávor Pál főszereplésével.
Ettől kezdve, az elkövetkező három évet az egymással versengő pártok kezébe került produkciós irodák meddő rivalizálása határozta meg. Végül alig készült film ebben az időszakban, a mozikban csupán az 1947-ben készült, később világsikert aratott, Radványi Géza rendezte filmalkotás, a Valahol Európában került bemutatásra. Keleti Márton 1948-ban készült Beszterce ostroma című, szintén hatalmas sikert arató filmje mellett. Szőts István alkotását, az Ének a búzamezőkről címűt, az idővel munkába állt kommunista cenzorok klerikalizmusára hivatkozva tiltották le a bemutatásától. A filmgyár államosítását megelőző utolsó hónapokban Bán Frigyes Mezei próféta és Kerényi Zoltán Könnyű múzsa filmje készült még el, de ezeket már nem mutatták be.

## Története

### Az államosítástól az újraalakulásig

#### Vegetálás
A Hunnia Filmgyár Magyar Filmgyártó Nemzeti Vállalat (Mafilm) néven történő államosításáról az 1948. augusztus 19-i 28/1948. sz. minisztertanácsi rendelet határozott, „határozatlan időre, a miniszterelnök illetékességi körébe utalva.” A Hunnia Filmgyár Rt. mellett az Új Magyar Filmiroda Rt., a Magyar Filmipari Rt. Szivárvány laboratórium elnevezésű osztálya és képosztálya, valamint a Kovács és Faludi utóda Kovács Gusztáv Kft. Filmlaboratórium egyesültek a nemzeti filmvállalatban. A teljes hosszúságú játékfilmek kizárólagos gyártási helye a Mafilm lett. Az államosítást követően bemutatott első film, Bán Frigyes Talpalatnyi föld című alkotása még nemzetközi sikert aratott.
1949. július 11-én a filmgyártást a Népművelési Minisztérium Filmművészeti Főosztályához rendelték. Ettől kezdve 1953 júniusáig a minisztérium nagyhatalmú, kommunista minisztere, Révai József lett élet és halál ura a filmművészethez tartozó minden területen, neki volt egyedül döntési kompetenciája. Révai érkezését követően az unalmas, szürke, jellegtelen sematizmus uralta el a filmgyártást. 1950-ben, egy átszervezés során a trösztjellegű óriásvállalattá nőtt Mafilmről leválasztották a Híradó– és Dokumentum filmgyárat, a Magyar Szinkronfilmgyárat és a Magyar Filmlaboratórium Vállalatot.

#### Újjáéledés
A Sztálin halálát követő 1953-as politikai változás, Nagy Imre kormányának megalakulása, vezetőcserét hozott a Népművelési Minisztérium élén is. Az új miniszter, Darvas József, engedélyezte néhány olasz neorealista film bemutatását. Ez, valamint az addig elvárt sémáktól való eltérés lehetősége, a kötöttségek lazítása, együttesen a magyar filmművészet sikeres újjáéledését eredményezték.
A sikerhez döntően hozzájárult, hogy Darvasék a több szabadság mellé több pénzt is adtak. A financiális háttér javulása is a siker egyik záloga volt, produceri és filmtechnikai szempontból is közeledni lehetett az akkorra nemzetközileg kialakult filmforgatási sztenderdekhez. Míg 1948-ban átlagosan harminchét forgatási nap alatt fejeztek be egy filmet, addig hat év múlva, ez a szám már ötvenöt–hatvan napra emelkedett. A túlforgatások száma ugyanebben az időszakban ugyancsak jelentősen, négy–ötszörösről nyolc–tízszeresre nőtt, és ehhez még az is hozzájárult, hogy az addigi átlag két-háromhónapos forgatási idő a 2–3-szorosára, hét-nyolc hónapra hosszabbodott. A pozitív változások gyorsan meghozták gyümölcsüket. Először kerültek a nemzetközi filmművészet fókuszába és arattak sikert „nyugaton” is „vasfüggöny” mögül jövő filmek. Fábri Zoltán (Életjel, Körhinta, Hannibál tanár úr), Várkonyi Zoltán (Simon Menyhért születése), Gertler Viktor (Gázolás), Máriássy Félix (Egy pikoló világos), Makk Károly (A 9-es kórterem, Liliomfi) és Fehér Imre (Bakaruhában); ők voltak annak az új magyar filmrendező nemzedéknek a tagjai, akik visszaállították a magyar film rangját.

#### Újra Hunnia
Az 1956-os forradalom leverése és az azt követő tömeges leszámolás visszavetette a magyar filmiparban megindult ígéretes folyamatokat. Az 1957-ben létrehozott Művelődési Minisztériumon belül a Filmfőigazgatósághoz rendeltek minden, filmgyártással, filmszakmával kapcsolatos döntési jogkört. A filmgyártás struktúráját átalakították, a Mafilm, Darvas József vezetésével –részben– újra Hunnia lett, Hunnia Filmstúdióként működött tovább. Az itt készült filmek jobbára apolitikus művek voltak, főként irodalmi adaptációk. Kiemelkedett közülük Ranódy László három filmje, a Szakadék, a Légy jó mindhalálig és a Pacsirta, valamint Fábri Zoltán alkotása, az Édes Anna.
A Hunnia azonban nem örökölte meg teljesen a Mafilm privilégiumát, nem kapott „kizárólagos nemzeti játékfilmgyártó” státuszt, mivel vele párhuzamosan megalakult egy új filmstúdió, a Budapest Filmstúdió. A Budapest Filmstúdió valójában csak nevében volt új. Gyökerei mélyebbre nyúltak vissza, mint a Hunniáé, egészen az 1923-ban alapított Magyar Filmirodáig (MFI), mely a Hunnia Filmgyár 1928-as indirekt állami megalapításánál stratégiai szerepet kapott. A magyar játékfilmgyártás fontos szereplőjeként, fénykorában, az 1930-as évek végén, 1940-es évek elején az egyetlen magyar filmgyár volt, mely, ugyan örök másodikként, de a zászlóshajó Hunnia nyomában tudott maradni.
A második világháborút követően az MFI a Magyar Kommunista Párt fennhatósága alá került, előbb Magyar Központi Híradó Rt., később Magyar Filmipari Rt. (MAFIRT), majd Új Magyar Film Iroda (UMFI) néven működött 1948-ig, hogy aztán az államosítást követően, 1950-től, Híradó-és Dokumentumfilmgyárként funkcionáljon egészen az 1957-es Budapest Filmstúdióvá alakulásáig. Az új filmstúdió nemzetközi tekintélyű alkotóműhellyé válásában az író, irodalom- és filmtörténész Nemeskürty István első számú vezetővé választásának meghatározó szerepe volt. „Tanár úr”, ahogy mindenki hívta, a filmszakmában is, 30 éven keresztül, idővel a Mafilm vezetőjeként, a magyar filmgyártás kulcsfontosságú személyisége lett. A Budapest indulásakor ifjú tehetségeket gyűjtött maga köré, akiknek lehetőséget adott a bemutatkozásra, minthogy esélyt adott nekik a filmkészítésre. Ezek a fiatalok lettek azok, akik a nagyszerű magyar filmes hagyományokat nem feladva, de azokat friss látásmóddal gazdagítva, egy új, erőteljes filmrendező generációt alkottak. A filmstúdiónál, már a megalakulását követő első években – a teljesség igénye nélkül – Várkonyi Zoltán, Máriássy Félix, Marton Endre, Szinetár Miklós, Jancsó Miklós és Gaál István jegyezhetett rendezőként filmet.

### Újra Mafilm
1963-ban a Filmfőigazgatóságon koncepcionális változtatásokat készítettek elő, melyek gyakorlatba ültetését a rákövetkező év kezdetén kezdték meg.
Ezek közül a legfontosabb az volt, hogy stúdiórendszerben működtethessék tovább a magyar filmgyártást.
1964. január 1-én a Hunnia Filmstúdiót és a Budapest Filmstúdiót összevonták és az így létrejött, a magyar filmgyártás egészét monopolizáló filmgyár neve Magyar Filmgyártó Vállalat lett, rövidítve, újra, Mafilm. Révész Miklós lett az új vállalat igazgatója.
A létrejött filmgyári kereteken belül négy játékfilmstúdiót alakítottak ki, melyeket római számokkal jelöltek. Az I. Újhelyi Szilárd, a II. Fejér Tamás (majd Köllő Miklós), a III. Herskó János, a IV. Nemeskürty István vezetésével jött létre. A nem játékfilm stúdiók helyileg Mafilm II. telepén, a Könyves Kálmán körút–Üllői út sarkán alakultak meg, ahol már 1927 óta folyt filmgyártás. Ezeknek a filmstúdióknak az esetében a korábbi szervezeti kereteken nem változtattak lényegesen. A Híradó szerkesztőség Soproni János főszerkesztő vezetésével, a Riport-Dokumentumfilm Stúdió Murányi Éva irányításával, a Népszerű Tudományosfilm Stúdió Deák György, majd Vitéz Gábor igazgatásával folytatta munkáját. A fentieken túl létrehoztak egy Reklám- és Propagandafilm Stúdiót és egy Katonai Stúdiót is. A külföldi rendelések teljesítése érdekében a Mafilm I. telepén, a Róna utcában, Nemzetközi Stúdió alakult. Változatlanul megmaradhatott a Művelődésügyi Minisztérium Filmfőigazgatósága alatt a fiatalabb generációkra orientált Balázs Béla Filmstúdió. A szinkronizálási munkát a Pannónia Filmstúdió Varga Edit igazgatásával folytatta tovább, az Animációs Filmfőosztályt Matolcsy György igazgatta.
A létrejött filmgyár gyártási kapacitását, a műtermeket és a technikai eszközállományt folyamatosan és minden korábbinál eredményesebben lehetett kihasználni. A hatékonyság növekedésében a filmkészítés technikai igényeinek változása is közrejátszott. A hatvanas évek magyar filmjei, részben az újhullámos filmgyártás hatására a műtermek helyett egyre inkább külső helyszíneken forogtak. A Mafilm 1964-es megalakulását követően a televíziós és a külföldi bérmunka önálló gyártási, szervezeti egységet képezett a filmgyárban. A Mafilm 1965-ös összbevételének fele játékfilmgyártásból, huszonegy százaléka rövidfilmkészítésből és kevesebb, mint öt százaléka eredt televíziós bérmunkából. Ez utóbbi majd a hatvanas-hetvenes évek fordulóján változik meg, amikorra akad olyan év, hogy a Mafilm összbevételének nagyobb százalékát adja a tv-filmgyártás, mint a játékfilmkészítés (1972-ben az előbbi harmincnégy, utóbbi pedig huszonöt százalék volt).
Az átszervezés a formai elemeken túl tartalmi változásokat is hozott magával. Az állami beavatkozás csökkenését hozta, hogy a művészeti tanácsok és a stúdióvezetők hatásköre nőtt. A forgatókönyvek elfogadásában ők döntöttek, a szaktárca főosztályának „csak” vétójoga volt. Az 1966-os esztendő változást hozott a játékfilmgyártás finanszírozása szempontjából is. A Művelődési Minisztérium a filmek költségeinek jelentős részét a Moképre, illetve a Hungarofilmre hárította át. Két évvel később, 1968-ban, a gyártás és forgalmazás koordinációja életre hívta a Magyar Filmtrösztöt.

### Aranykor
Az 1970-es évek folyamán olyan hatalmas felfutása volt a filmgyártásnak, hogy annak igényeit a Mafilm Róna utcai, pasaréti és Könyves Kálmán körúti stúdiói, műtermei már együtt sem győzték kiszolgálni. Ezért létrehozták a filmgyár pesti székhelyétől közúton mintegy 20 perc alatt elérhető, 23 hektáros stúdióbázist az ideális fekvésű Fóton. Ebből 9 hektárt mára beépítettek. Itt lett elegendő hely az idővel, 1978-ban, megépített új Máriássy és Huszárik műtermeknek. A filmgyárban a hasznosítható szabad zöld terület nagysága még ma is 65 000 m2. Az impozáns külső díszletek alapterületével sem kellett takarékoskodni, például, csak a mindmáig megtalálható, középkori, külső díszlet területe meghaladja az 5 000 négyzetmétert. Meg lehetett itt építeni a műhelyeket is, mint például a mai napig működő fegyverműhelyt. Volt rá lehetőség, ki lehetett alakítani raktárakat, mint például a jelmezraktárat, melynek készlete idővel 100 000 darabosra duzzadt, s melyben a magyar filmtörténet bármelyik epizódjához, mind a mai napig, lehet emléket találni.
Sajátos kultúrpolitikai légkör vette körül a filmkészítőket ezekben az időkben, amely egyrészt változatlanul a "TTT", a "Tiltást, Tűrést, Támogatást" alkalmazta, de ezek nem esztétikai, hanem ideológiai kategóriák voltak. Másrészről azonban a kiemelkedő alkotók tágíthatták a "Tűrt" kategória határait. Erre a lehetőséget az teremtette meg, hogy a magyar filmalkotások nemzetközi tekintélye kedvező fényt vetett a szocialista tábor "legvidámabb barakkjára" is.
A magyar filmek aranykorukat, legfényesebb korszakukat ekkor, a hatvanas-hetvenes években élték meg. Egyszerre két generáció jelent meg a mozivásznakon: Fábri Zoltán, Jancsó Miklós, Kovács András, Bacsó Péter, Makk Károly, és a fiatalok: Szabó István, Huszárik Zoltán, Gábor Pál, Gaál István, Kósa Ferenc, Sára Sándor és társaik. Voltak a korszaknak olyan magyar filmrendezői, akik munkáját az egyetemes filmművészet legnagyobb teljesítményei között tartották számon, nemzetközi szinten is. Jancsó Miklósról szólva sok filmkritikus állította, nem túlzás kijelenteni, hogy ő világviszonylatban is az elsők között van, egyenrangú Antonionival, vagy akár Bergmannal is. Az olasz Avanti egyik 1968-as kritikája például így méltatta Jancsó rendezői teljesítményét: "Jancsó Eizenstein intellektuális filmművészete nyomán olyan struktúrát hozott létre, mely akár az allegória eszközével is, ki akar lépni a népieskedő stílus vagy a kispolgári földhözragadt naturalizmus szűk világából, és dialektikus összefüggéseket feltárva a valóság egészét világítja meg, anélkül, hogy egyszer is a pszichologizálás kompromisszumába süllyedne, vagy látványos, patetikus melodrámát hozna létre."

### Osztódások
1972-ben ismét átszervezték a játékfilmgyártást. Megalakult újra a Hunnia Hunnia Játékfilmstúdió Vállalat, a Budapest Játékfilmstúdió Vállalat, valamint a Magyar Filmgyártó és Szolgáltató Vállalat.
A rendezői műhelyekkel szemben azt hangoztatták, hogy fönnáll a veszélye annak, hogy elvtelen érdekszövetség jön létre a rendezők között. A stúdiók, kinevezett vezetői körül rendezők önálló társulásai jöttek létre. Néhány esetben teljesen véletlenszerűen alakult így, máskor, mint az I. Stúdió esetében történt, olyanok kerültek össze, akik már régebben is együtt dolgoztak. Fábri, Makk, Ranódy, Máriássy, Bacsó és Kovács András már 1956 előtt is együtt dolgoztak, szemléletük közel állt egymáshoz, s ezt a közös elvi alapot már egészen korán írásban is rögzítették, amikor 1963-ban Újhelyi Szilárd lett a stúdió vezetője. Az évek során ez a műhely kibővült: fiatalokkal vagy olyanokkal, akik addig más stúdiókban dolgoztak. Jancsó, Kósa, Sára, Kardos és Mészáros Márta is csatlakozott az I. Stúdió kollektívájához.
1976-ban ismét megváltoztatták a négy évvel korábban a Mafilm szervezetén belül kialakított struktúrát, három vállalat újra egybeolvadt, majd négy játékfilmstúdiót, a Budapestet, a Dialógot, a Hunniát és az Objektívet hozták létre. Ezek az 1964-es Mafilm megalakulásakor kialakított I-es, II-es, III-as és IV-es játékfilmstúdió szisztémához kötődtek, sőt még korábbra is visszanyúltak történetiségükben, mégpedig az 1957-ben alakult Hunniához, illetve Budapesthez; filmjeiket is így, kronologikus kontinuitásban tartották számon, mint az alábbiakból, még inkább a Filmográfiából ki is tűnik.
A filmgyár Lumumba utcai (a rendszerváltást követően: Róna utca) telepén 1976 májusában adták át az új zeneműtermet.

#### Budapest Filmstúdió
Az 1957-ben alakult stúdióban, Nemeskürty István vezetésével, anno 5-6 filmet készítettek. Minden jelentős magyar rendező forgatott itt filmet, a sokféle világlátású- és stílusú szerző együttesen teremtette meg az "aranykorként" számon tartott filmművészeti korszakot. Itt készültek Várkonyi Zoltán népszerű, romantikus Jókai Mór adaptációi. Ebben az alkotóközösségben vált világszerte elismert rendezővé Jancsó Miklós (Szegénylegények, 1965, Csillagosok, katonák, 1967), itt szerzett nemzetközi hírnevet többek közt Gaál István (Sodrásban, 1963), Mészáros Márta (Eltávozott nap, 1969), Kézdi-Kovács Zsolt (Mérsékelt égöv, 1970), Lugossy László (Azonosítás, 1976), Dárday István (Jutalomutazás, 1974), Gothár Péter (Ajándék ez a nap, 1979).
Nemeskürtyt követően 1985-ben a műhely vezetője Hanák Gábor történész lett, akinek a vezetése alatt született meg Kézdi-Kovács Zsolt Kiáltás és kiáltás, Sára Sándor Könyörtelen idők és Bereményi Géza Tanítványok című filmalkotása, valamint Bokor Péter Habsburg Ottóról forgatott filmje. A 90-es években fiatal rendezők új generációja kezdett el dolgozni a Budapest Filmstúdióban, többek közt Enyedi Ildikó (Arany Kamera díj, Cannes), Janisch Attila, Kamondi Zoltán és Zsigmond Dezső, ma már mindnyájan ismert, elismert rendezők. 1992-ben Kardos Ferenc filmrendező lett a stúdió vezetője. Ekkor készült, 1992-ben Szomjas György Roncsfilmje, 1993-ban Mészáros Márta A Magzat című alkotása és Mihályfi Sándor Tamási-adaptációja, az Ábel a rengetegben. 1999-ben a stafétabot Kántor László operatőr-rendező kezébe került, aki már a magyar film legfiatalabb nemzedékét képviselte.

#### Hunnia Filmstúdió – újra Hunnia
Köllő Miklós irányítása alatt újra Hunnia, a Hunnia Filmstúdió szerveződött, Sándor Pál, mint helyettes vezető vett részt a szakmai munkában, s a művészeti tanácsot Grunwalsky Ferenc, Kardos Ferenc, Kézdi-Kovács Zsolt, a Mafilm későbbi első embere, Zolnay Pál, valamint Bíró Zsuzsa, Csoóri Sándor és Vásárhelyi Miklós alkotta. A filmstúdiót később Simó Sándor filmrendező irányította. A Hunniát, mint vállalatot, 1987. július 1-én alapították, majd 1994. január 1-től vállalatból egyszemélyes Kft.-vé alakította át az ÁPV RT. A filmstúdió a filmgyárhoz nem maradt hűtlen, székhelye és levélcíme változatlanul a Róna utcában maradt.

#### Dialóg Filmstúdió
A Dialóg Bogács Antal vezetése alatt szerveződött meg. Bogács helyettese Bacsó Péter volt, a stúdió művészeti tanácsának tagjai Dárday István, Fábri Zoltán, Gyöngyössy Imre, Jancsó Miklós, Kovács András és Makk Károly filmrendezők voltak, kiegészülve a dramaturg Újhelyi Jánossal és az irodalomtörténész Béládi Miklóssal. 1982-től Bacsó Péter volt a filmstúdió vezetője, akit Tolmár Tamás, majd András Ferenc követett.
A filmstúdió az ezredfordulóra szinte nyomtalanul eltűnt. "A gyártelepen belül csupán egyetlen tábla jelzi, hirdeti, hogy létezett egyáltalán ez a filmes műhely. A Dialógnak nyomaveszett" – írta 2000-ben Szabó Zoltán Attila, a filmgyár történetének oknyomozója.

#### Objektív Filmstúdió
A filmstúdió 1976-ban alakult a Balázs Béla Stúdióból, a többi magyar filmgyártó műhellyel ellentétben nem állami kezdeményezésre, hanem, a fiatal filmkészítők önálló műhelyéből, "kiöregedett" filmrendezők közös elhatározásából.
A filmstúdió karakterét alapítása óta demokratikusan hozott döntéseivel a Művészeti Tanács alapozta meg. Megalakulása óta egy nyitott alkotóműhely volt, közel száz játékfilmje készítésén majdnem negyven rendező osztozott, s sikerült Szabó Istvánon keresztül egy Oscar-díjat is bezsebelniük.
Az Objektív Filmstúdióban készült többek között az Angi Vera, Gábor Pál rendezésében, Szabó István filmjei közül a Bizalom, a Mephisto, a Redl ezredes, a Hanussen és az Édes Emma, drága Böbe. Ezek közül négyet is Oscar-díjra jelöltek, végül a Mephisto el is nyerte a legjobb külföldi filmnek járó díjat. Itt gyártották az amerikai Találkozás Vénusszal című filmet is, Szabó rendezésében. A filmstúdió megalakulását követően itt készültek Kósa Ferenc, Sára Sándor, Rózsa János filmjei, mások mellett itt rendezett Gazdag Gyula, Kézdi-Kovács Zsolt, Jancsó Miklós, Makk Károly, Sándor Pál, Kovács András, Tarr Béla, Gyarmathy Lívia, Radványi Géza, Tímár Péter és Tompa Gábor.
Az Objektív vezetősége az ezredfordulóra, mint "audiovizuális művek, mindenekelőtt játék- és dokumentumfilmek gyártásával és forgalmazásával foglalkozó Kft-t" határozta meg "önmagát", a cég tevékenységi körét.
Az induláskor a filmes csapat élén Marx József állt, helyettese Szabó Istvánt volt. A művészeti tanács tagjai Gazdag Gyula, Huszárik Zoltán, Kósa Ferenc, Rózsa János, Sára Sándor, és Vámos Miklós voltak.

### Az utolsó előtti békeévek
A nyolcvanas évekre végtelenül megosztott lett a magyar filmes társadalom, bár megosztottságnak sosem volt híján. „Az övön aluli csatározások mindig is jellemzőek voltak a Róna utca környékére", fogalmazta meg Xantus János. Ehhez járult a külső-belső, ráadásul kiszámíthatatlan, cenzúra. Példa erre Mészáros Márta Napló gyermekeimnek filmalkotása, mely az 1984-es 16. Magyar Játékfilmszemle rendezői díját ugyan megkaphatta, de az Oscar-díjra nem jelölték. Így beszélt erről később a rendezőnő: „A Naplónál főleg az oroszok miatt féltek, s az Oscar-nominálást is visszavonták. Az orosz Washingtoni Nagykövetség telefonált a Magyar Követségre, hogy a film oroszellenes. Hát szóval ilyen szinten... Röhej volt: egy vacak kis filmecske és a nagybirodalom...”
1986-ban Drecin József, a Művelődésügyi Minisztérium államtitkára már nyíltan beszélt arról, hogy a filmrendezők nagy része nem kapott, vagy csak nagyon ritkán kapott, filmkészítési lehetőséget, ennek ellenére gond nélkül felveszik a fizetésüket a gyártól, ami így teher a filmgyárnak, miközben a rendezőket demoralizálja. Kitörési lehetőségeknek a több közönségfilm-készítést, illetve a külföldi munkákra való „fokozottabb törekvést” jelölte meg, melyek alternatívájaként a pályakorrekciót tudta ajánlani s ezt meglehetősen sokkoló lehetett hallani a több évtizedes, kialakult, kényelmes életvitel megingathatatlannak vélt gyakorlatából kiindulva.
1987-ben bekövetkezett a Mafilm decentralizálása. A négy stúdió – Budapest, Dialóg, Hunnia, Objektív – teljes önállóságot nyerve kivált a Mafilmből.
Magyar Mozi- és Videófilmgyár (MOVI) néven folytatta tovább működését a Mafilm II-es telepeként is szolgált Budapest Filmstúdió. A Magyar Filmhíradót és a Fórum Filmstúdiót, csakúgy, mint a Katonai Stúdiót és a Reklámfilm Stúdiót szintén a MOVI-ba tagolták. 1995-ig még készültek filmek itt, a Könyves Kálmán körúton, hogy aztán rá három évvel, két hónap alatt lebontsák a magyar filmgyártás majd 70 éves történelmi alkotóműhelyének falait. Ma a nemzetközi autóbusz-pályaudvar áll a helyén, főbejáratával szemben egy kis emlékkövön ez áll: "Itt egykor FILMGYÁR állt, a magyar kultúra egyik őrhelye. 1927–1995"
A Pannónia Filmstúdió szintén kettévált. A rajz- és animációs részleg Pannónia Film Stúdióként, a szinkronrészleg pedig Magyar Szinkron és Video Vállalatként folytatta működését. Mindazonáltal a reorganizáció képtelen volt megoldani a túlduzzasztott, profitkényszer nélküli, meghatározóan állami támogatásból élő szervezetek problémáit.

### Harc a túlélésért

#### Felszámolás
1989-ben a Mafilm vezetői dinamikusabb, kisebb egységekből álló, flexibilisebb szervezeti struktúra mellett döntöttek. Ekkor alakultak meg –a Mafilm többségi tulajdonával– az első filmes kft-k: a Mafilmrent, a Mafilm Audio és a Mafilm Profilm. Később, 1996-ban, a Mafilm Szcenika Kft.-t is hasonló konstrukcióban hozták létre.
A rendszerváltást követően, 1990 közepén még 1,7 milliárd forint volt a Mafilm-vagyon, azonban ez nem akadályozta meg azt, hogy a Mafilm fokozatosan, egyre mélyebb adósságspirálba kerüljön. 1991 novemberében a Budapesti és Pest megyei Társadalombiztosítási Igazgatóság felszámolási eljárást kezdeményezett a filmgyár ellen és ezzel hosszú bírósági procedúra vette kezdetét. Ekkor az adósság 600 millió forintot tett ki, melyből 200 millió volt a kamat és a büntetőkamat. Közben, 1992-ben, megalapították a 33 filmes szervezetet tömörítő Magyar Mozgókép Közalapítványt (MMKA) azzal a céllal, hogy a szakma tevőlegesebben a saját kezébe vehesse a sorsát azáltal, hogy az állami költségvetésből a filmipar támogatását célzó forrásokat a saját maga által létrehozott kuratóriumok útján oszthassa el.
Ugyanebben az évben, június 15-én a Fővárosi Bíróság megállapította a vállalat fizetésképtelenségét. A felszámolási eljárást kezdeményezőkhöz a száznál több hitelező közül többen is csatlakozott, köztük az APEH és az Általános Értékforgalmi Bank is.
1992. július 27-én a Fővárosi Bíróság kihirdette a Mafilm felszámolását, mellyel a Budapest Investment Magyar Befektetési és Tanácsadó Rt.-t bízta meg, amely a Mafilm vagyonát hivatott értékesíteni.
A 27 ezer négyzetméteres Róna utcai filmgyárnak és a 231 ezer négyzetméteres fóti telepnek, a stúdiókkal, ingatlanokkal és eszközökkel 840 millió forint volt a kikiáltási ára.

#### Új tulajdonosok – újra Mafilm
1992. december 7-én, a Filmunió, egy kizárólag állami intézményekből álló konzorcium vásárolta ki végül 415 millióért a Mafilmet a felszámolótól. A konzorcium legnagyobb tulajdonosa a vagyonkezelő ÁV Rt. és a K&H Bank volt, egyaránt 25,1–25,1 százalékos tulajdonhányaddal. A Hungária TV Alapítvány 24,1 százalékot, a Magyar Mozgókép Alapítvány 14,6 százalékot, míg a Magyar Befektetési és Fejlesztési Bank (MBFB) 10,1 százalékot tudhatott magáénak a konzorciumban.
A tulajdonosváltást követően, 1993 februárjában a Filmunió Kft. megváltoztatta a nevét, újra Mafilm, Mafilm Filmgyártó és Kulturális Szolgáltató Kft. lett. Az „új” Mafilm óriási létszámleépítést hajtott végre, 1993 júliusára már csak 270 dolgozót tartott meg. Összehasonlításul: 1985-ben a Mafilm létszáma még 2000 fő körül mozgott.
1994. január 1-jén a Mafilm 500 milliós alaptőkével részvénytársasággá alakult
Ezt követően két részvényes, a K&H bank, valamint a Hungária TV Alapítvány eladta részvénycsomagját az MBFB-nek, mely a tulajdonrész-akvizíciókat követően 33 százaléknyi üzletrészt 38 millió forintért továbbadott egy amerikai-magyar produceri cégnek, a Transatlantic Media Association (TMA) kft-nek.
1996-ra újra csőd közeli állapotba került a vállalat.
Ekkor a részvények kétharmadával rendelkező tulajdonosok, az ÁPV Rt. és a Magyar Mozgókép Közalapítvány (MMKA) gazdasági társaságot alapítottak Mafilm Befektetési Kft. néven. Ebbe a kft-be saját részesedésként a Mafilm Rt. részvényeit, valamint az ÁPV Rt. 65 millió forint készpénzforrását vitték be, vagyis a kft. kétharmados tulajdonosa lett az rt-nek. A kft-be – az ÁPV és az MMKA mellé – társtulajdonosként 145 millió forinttal belépett az MTM Kommunikáció nevű cég, mely egyben a majdani első magyar kereskedelmi televízióadó, a TV2 tulajdonosa is volt, és amely egyben bérlővé is vált a Róna utcában. Ennek a mind konstrukciója, mind tulajdonosi struktúrája szempontjából új, 1996-os szerződés az értelmében a gazdasági társaság új társtulajdonosává vált az InterCom, Vajna András cége is, 40 millió forintos befektetés mellett. A kft. ügyvezetője Marosi György lett, aki egyben a Mafilm Rt. vezérigazgatója is maradt.
A Mafilm privatizációjára 1998 elején kiírt pályázat eredményét a Horn-kormány a közelgő országgyűlési választásokra való tekintettel már nem hirdette ki, a később megalakult új kormány illetékes államtitkára pedig úgy nyilatkozott, hogy a Mafilm állami tulajdonban marad. Ezt követően Tóth Erzsébet, az MMKA elnöke miniszteri biztossá történt kinevezése után derült fény arra, hogy az MTM Kommunikáció 1996-ban azzal a feltétellel adta a 145 millió forintot és fogott bérlőként a 250 millió forintos beruházásba a Róna utcában, hogy cserében 1998 őszétől elővásárlási jogot szerezhessen az általa bérelt épületrészekre. A főtulajdonosok, az ÁPV és a MMKA, 1999 júliusában egyhangúlag megszavazták az épületek értékesítését. Az ügylet két részből állt: az MTM Kommunikáció kiszállt a kft.-ből, 114,6 millió forintos névértéken felajánlva megvételre 26,5 százalékos üzletrészét. Ennek fejében kapott két irodaépületet és egy zenetermet. Az MTM Kommunikáció mellett az InterCom is épületet kért a lelépés fejében. Ezenfelül bejelentette igényét további épületekre, fölkínálva értük 100 millió forintot. Az MTM Kommunikáció és az InterCom kiválásával a társaság tulajdonosi szerkezete kétszereplősre redukálódott. A megmaradt állami hátterű tulajdonosok, az ÁPV és MMKA révén ismét kizárólagos állami tulajdonba került a Mafilm. Az ide vezető pénzügyi tranzakciósorozat tulajdonképpen látens visszaállamosításként is felfogható.

#### Kuratóriumi kormányzás
Ezt követően 2002-ben két filmiparral kapcsolatos kezdeményezés is hamvába holt. Ezek közül az első a Tóth Erzsébet-féle filmtörvény volt, melyet szerzője koncepciójában az egész magyar filmes vertikumot szabályozó alapvetésnek szánta. A másik egy, döntően a játékfilmgyártásra koncentráló, Filmközpont létrehozására irányuló kezdeményezés volt, mely támogatói meghatározóan a „nagy öregek”, Makk Károly, Bacsó Péter, Kézdi-Kovács Zsolt és Rózsa János voltak. Végül ez az indítvány a fiatalabb generáció támogatása híján meghiúsult.
2004-ben megalkották a Filmtörvényt (2004. évi II. törvény a mozgóképről).
2006-ban a kormány arról döntött arról, hogy az állami tulajdonban lévő Mafilmet és a Magyar Filmlabort átadja a Magyar Mozgókép Közalapítványnak (új rövidítése MMK lett). 2007-től a Mafilm vagyonkezelése is az MMK-hoz került, mely kuratóriumának elnöke Grunwalsky Ferenc, vezérigazgatója pedig Tolmár Tamás lett.
2007. júliusában a Huszárik-stúdió, a Mafilm legnagyobb műterme leégett, a veszteség igen jelentős volt, megrongálódott a vázszerkezet is és benne tárolt díszletek is elégtek.
2008-ban Grunwalsky célul tűzte ki, hogy Mafilm egy filmszakmai szakemberképző centrummá is váljon, amely kameramanokat, felvételvezetőket, asszisztenseket, világosítókat, sminkeseket, hang- és képtechnikusokat, díszleteseket képez úgy, hogy mindennek a Mafilm lenne a központja, lévén ott van erre hely és egyben rendelkezésre áll technika is. Ennek keretében a Mafilm és a HSC Stábiskola között arról egyezmény született, hogy közösen filmes szakembereket képezzenek, így téve még gyakorlatcentrikusabbá az oktatást lehetőség adva az asszisztens képzés gyakornoki rendszerű beindítására.
Dr. Benedek András, a Mafilm igazgatóságának elnöke, egy jól működő vállalat megteremtését kívánta megvalósítani, „egy olyanét, amivel a filmszakma meg van elégedve, a másik oldalról pedig a könyvvizsgáló által is auditált módon kimutatható pozitív szaldóval bír, mely nem is túl szerény. Hogy adott esetben éves szinten azon kelljen gondolkodni, milyen fejlesztési célokra költsük azt az ötven-százmilliós nyereséget. És akkor a szakmával meg lehetne beszélni, hogy milyen jó is lenne, ha mondjuk, lenne a Róna utcában megint filmszakmai közélet, lennének szakmai vetítők, s olyan jellegű belső hírportálok, amik segíteni tudják a hazai filmesek munkáját. Szóval egy cég, amit mellesleg könnyű megközelíteni, s ugyan nem túl nagy, mégis a centrumában van a magyar filmgyártásnak."
A filmtörvény által biztosított adókedvezmény eredményeként megnövekedett számú külföldi produkciók igényeihez igazodva ekkorra a filmgyár már Pomázon és a Mogyoródon is (utóbbi Astra néven) kialakított kisebb műtermeket, az akkorra megépült M0-ás híd biztosította az összeköttetést. 2009. novemberében Fóton átadták az 1000 m2 –es Máriássy műterem mellé a 2000 m2 alapterületű Huszárik-műtermet. A Mafilm 500 millió forintos beruházása a 2007-ben leégett, régi Huszárik-műterem helyére épült, megépítésével ez lett a filmgyár legnagyobb műterme.

#### Zuhanórepülés
2010-ben a Grunwalsky vezette kuratórium mandátuma lejárt, az új elnök Kőrösi Zoltán író lett. Az új összetételű kuratórium első intézkedésével megbízást adott az MMK működési, jogi és gazdasági átvizsgálására, s az abban szereplő összegző megállapítások szolgáltak alapul az új kuratórium intézkedési tervének elkészítéséhez..
Ugyanennek az évnek a végén a kormány visszavonta a költségvetés 20 százalékát, és a 2011-es évre nem több, mint 4 millió eurót ítélt meg a közalapítvány működésére, mely evvel fizetésképtelenné vált, minthogy 20 millió eurónyi banki adósságot halmozott fel a korábbi években. Ezt követően a 2011 elején a CIB Bank befagyasztotta a filmtámogatásra adott hitelt, az MMK tartozásai meghaladták a 9,4 milliárd forintot, ezek miatt a tartozások miatt több produceri iroda bankszámláját is zárolták. Az 1069/2012. (III.20.) Kormányhatározat megszüntette a Mafilmet működtető Magyar Mozgókép Közalapítványt.

## Újrakezdés
2011-ben Vajna Andrást nevezték ki filmiparért felelős kormánybiztosnak, aki Havas Ágnessel és Bereczki Csabával, a Magyar Nemzeti Filmalap vezérigazgatójával és nemzetközi igazgatójával teljesen új alapokra helyezte a magyar filmipart. 2012-ben a Magyar Nemzeti Filmalap konszolidálta a megszűnt Magyar Mozgókép Közalapítvány vagyonát és rendezte tartozásállományát.
Vajna 2012 májusában, Cannes-ban, három célt fogalmazott meg a Film New Europe-nak adott interjújában, s rövid időn belül mindhármat el is érte. Sikeresen tárgyalt a bankokkal az MMK hátrahagyott tartozásainak átütemezéséről, tiszta lapot tudott teremteni a filmszakmának; el tudta érni, hogy a Hatos Lottó nyereségének 80 százaléka automatikusan a filmalapba kerüljön; és végül, az arra az évre, 2012-re, tervezett filmek számát egy éven belül több mint duplájára, négyről tízre emelte.
2012-től Zákonyi S. Tamás lett a Mafilm vezérigazgatója, akit 2019-ben Ottinger Ildikó Andrea váltott. 2013. október 1-én mind a Mafilm, mind a Magyar Filmlaboratórium beolvadt a Magyar Nemzeti Filmalapba, melynek ekkortól feladatául tűzték ki, hogy a hazai és külföldi, film- és televíziós alkotások számára műtermeket és külső díszleteket biztosítson, valamint kellék-, jelmez-, fegyverbérleti szolgáltatásokat nyújtson. Ezeken túl az irodahelyiségek bérbeadása, valamint a budapesti és fóti telephelyek üzemeltetése is a kibővült tevékenységű szervezet feladata lett .
2014 januárjában a kormány 300 millió forintos céltámogatásával a Mafilm budapesti, Róna utcai filmgyárában átadták a felújított III-as és IV-es műtermet. Zákonyinak az átadó ünnepségen megfogalmazott szavai szerint a jó megközelíthetőségű, modern felszerelésű, attraktív, megújult műtermek kínálta filmgyártási lehetőségek képessé teszik őket akár 5-6 produkció egy időben történő befogadására is.

## Centenárium
A Filmgyár 100 éves évfordulóján, 2017-ben, megjelent a hazai filmszakma színe-java a Korda Sándor és Pásztory M. Miklós egy évszázaddal azelőtti filmgyáralapítására emlékező ünnepségen a Róna utcában. Az alapításkor bizonyára nem gondoltak Kordáék arra, hogy ennyi idő elteltével ez a hely – melynek falai közt világhírű filmművészek nemzetközi hírű filmalkotásokat készítettek – a magyar filmgyártás ikonikus zarándokhelyévé válik.
Az ünnepség befejezéseként Fábri Zoltán filmjeiből vetítettek részleteket, majd a III-as és IV-es stúdió felvette a rendező nevét, és felavatták a filmgyár homlokzatán elhelyezett emléktáblát is.

## Struktúraváltás
A magyar filmgyártást megújító, infrastruktúráját a világsztenderdhez alakító, kiszámítható gazdálkodását megteremtő filmiparért felelős kormánybiztos, Vajna András 2019-es halálát követően Káel Csaba, mint a magyar mozgóképipari fejlesztésért felelős kormánybiztos, vette át helyét. Evvel Káel lett értelemszerűen a magyar filmgyártásért felelős első számú vezető.
A 2019. december 16-án kihirdetett CVI. törvény az Egyes törvényeknek a Nemzeti Filmintézet Közhasznú Nonprofit Zrt. (Nemzeti Filmintézet, NFI) létrehozásával összefüggő módosításáról tartalmazza a teljes magyar filmgyártás struktúrájának átalakulásához szükséges törvénymódosításokat. Az új szabályozás lényege, hogy a Nemzeti Filmintézet felel a teljes magyar mozgóképszakma összehangolt tevékenységért. Az NFI a Magyar Nemzeti Filmalap és a Médiamecenatúra program egyesüléséből alakult meg. A szerkezeti változás része, hogy a magyar filmipar, és az országban forgató külföldi bérmunka felügyeletét gyakorló hivatal, a Filmiroda kikerült a Médiatanács (NMHH) irányítása alól, és a Miniszterelnöki Kabinetiroda alá került. A fenti átszervezésekkel párhuzamosan a filmgyár elnevezése is többször változott, hivatalos honlapjukon, 2020 elején magyarul Mafilm Nonprofit Zrt. és MAFILM–PROFIL Reklám Kft. neveken szerepeltek, míg angolul a Mafilm Hungarian Film Studios néven adták meg elérhetőségüket. 2019-ben a Mafilm fóti műtermeiben 14, a kültéri medencében 2, a szabadtéri díszletekben 10 filmalkotás készült el. A kelléktár 70 produkciót szolgált ki, míg száznál több filmes produkció kölcsönzött jelmezeket forgatásokhoz.
Az Nemzeti Filmintézeten belül megalakult egy öttagú Filmszakmai Döntőbizottság, mely szakmai szempontok figyelembevételével dönt a Filmalaphoz benyújtott filmpályázatok támogatásáról. Alapvető szempontként veszi figyelembe, hogy a művészi értékállóság és az anyagi megvalósíthatóság ötvözete optimálisan megteremthető-e az adott filmpályázat elfogadása esetén.
2021 augusztusában Káel bejelentette, hogy a kormány gazdaságvédelmi akcióterve keretében a magyar filmgyártás történetében addig példa nélküli álló állami stúdiófejlesztésről döntöttek. A Nemzeti Filmintézet beruházásaként 9600 négyzetméter hasznos alapterületen, négy új műterem építését kezdték meg Fóton. A tervek szerint a négyből két-két stúdió összenyitható lesz. A fejlesztéseknek köszönhetően fóti filmgyártó kapacitásukat megközelítőleg ötszörösére, 12 200 négyzetméterre gyarapítják. A több mint 40 milliárd forintos szolgáltatási portfólió bővítésnek köszönhetően a magyar filmgyártás, a tervek szerint, a jövőben gyakorlatilag két külön stúdióban forgathatja filmjeit. A fejlesztéssel azt a stratégiai versenyelőnyt is megkívánják szilárdítani, miszerint Európában a londoni után Magyarországon a legnagyobb a filmgyártó kapacitás. Káel a bővítés befejezésének céldátumaként 2022-t jelölte meg.

## Jelenkor
A 2020-as évek elejére a hazai kortárs filmgyártásnak három, jellemzően egymástól merőben elkülönülő módon működő ága fejlődött ki:
- A multinacionális filmipar az olcsó munkaerőre alapozva költséghatékonyan és profitorientáltan termeli a sikerfilmeket a nemzetközi piacra.
- Bőséges közpénz támogatásokból, nagy költségvetéssel forgatott, közismerten változó színvonalú közönség- és kurzusfilmek.
- Az állami dotációt teljesen nélkülöző, tartósan forráshiányos, túlélési lehetőségeket kereső, tartalmilag ugyanakkor számos értéket teremtő alternatív kultúra.

## Infrastruktúra

### NFI Róna utcai stúdiója
| Műtermek      | Megjegyzés                                                                       | Terület |
| ------------- | -------------------------------------------------------------------------------- | ------- |
| H műterem     | Többnyire a TV2 bérli különböző televíziós produkcióihoz, 2014-ben felújították. | 385 m2  |
| Fábri műterem | Többnyire a TV2 bérli különböző televíziós produkcióihoz, 2014-ben felújították. | 830 m2  |

### NFI Fóti filmstúdiója
| Műtermek             | Megjegyzés                                                                                     | Terület           |
| -------------------- | ---------------------------------------------------------------------------------------------- | ----------------- |
| S1 "Máriássy Félix"  | 1978-ban építették                                                                             | 1 070 m2          |
| S2 "Huszárik Zoltán" | 1978-ban építették. 2007 júliusában leégett. 2009 novemberében átadták az újjáépített stúdiót. | 1 623 m2          |
| Stage S3–S4          | Ikerstúdió, egybenyitva a területe kb 5000 m2                                                  | 2 285 m2 2 315 m2 |
| Stage S5–S6          | Ikerstúdió, egybenyitva a területe kb 5000 m2                                                  | 2 285 m2 2 315 m2 |

#### Szabadtéri díszletek
| Díszletnév                | Megjegyzés | Terület                         |
| ------------------------- | --- | ------------------------------- |
| Középkori várdíszlet      | A díszlet a Hamlet, dán királyfi (1984) című Esztergályos Károly rendezte tévéfilm miatt épült, amelyet évek alatt fokozatosan bővítettek. Különböző külső és belső terekkel rendelkezik. Többek között található itt középkori várudvar, piactér, taverna, börtön, kerengő és trónterem. | 15 000 m2                       |
| 19. századi város díszlet | A Most vagy soha! (2024) című mozifilm számára készült. 26 épület homlokzatát tartalmazza. Vásárteret és azt körülölelő utcákat, sikátorokat, illetve a várost kettészelő folyót és az azon átívelő hajóhidat tartalmaz.                                                                  | 5 200 m2 + 2 000 m2 tetődíszlet |
| Amerikai kisváros díszlet | 2020-ban épült, amely 4 kertvárosi házból és egy utcarészből áll. Az utcarész végén egy kastélyrész is található | 2 500 m2                        |
| Western falu díszlet      | Az 1900-as évek Amerikáját idéző díszlet a Houdini (2013) minisorozat miatt épült. Többször átépült, jelenlegi formáját 2021-ben nyerte el. 360°-ban használható díszlet. | 2 000 m2                        |

#### Szabadtéri medence
A filmstúdió rendelkezik szabadtéri medencével is, amelynek víztérfogata 4 695 m3, a mélysége pedig 6,5 méter.

## Bibliográfia
- Lajta Andor. Filmművészeti Évkönyv az 1920. évre. Budapest 1920
- Dr. Janovics Jenő. A magyar film gyermekévei Erdélyben. Budapest Filmkultura. 1936
- Nemeskürty István. A mozgóképtől a filmművészetig. A magyar filmesztétika története (1907 – 1930.) Budapest Magvető Kiadó, 1961
- Nemeskürty István. A magyar film története. (1912–1963.) Budapest Gondolat Kiadó, 1965
- Nemes Károly. A magyar filmművészet története 1957 és 1967 között. Budapest Magyar Filmtudományi Intézet és Filmarchívum, 1978
- Langer István. Fejezetek a filmgyár történetéből. I. kötet. 1917–1944. Kézirat. Budapest 1979
- Nemes Károly. A magyar filmművészet története 1968 és 1972 között. Budapest Magyar Filmtudományi Intézet és Filmarchívum, 1979
- Nemeskürty István. A képpé varázsolt idő. A magyar film története és helye az egyetemes kultúrában, párhuzamos áttekintéssel a világ filmművészetére. Budapest   Magvető Könyvkiadó, 1984
- Kulik, Karol. Alexander Korda: The Man Who Could Work Miracles. Virgin Books, 1990
- Szilágyi Gábor. Tűzkeresztség. A magyar játékfilm története 1945–1953. Budapest Magyar Filmintézet, 1992
- Kőháti Zsolt. Tovamozduló ember tovamozduló világban – a magyar némafilm 1896–1931 között. Budapest Magyar Filmintézet, 1996
- Szabó Zoltán Attila. Volt egyszer egy filmgyár... (Mafilm-sztori 1976–2000); Greger-Delacroix, Budapest, 2000
- Cunningham, John. Hungarian Cinema: From Coffee House to Multiplex. London. Wallflower Press, 2004